# Čomonín
Čomonín, česky také Čahory (ukrajinsky Чомонин, maďarsky Csongor), je obec ve velykodobroňské územní komunitě, v okrese Užhorod, v Zakarpatské oblasti na Ukrajině. V roce 2001 zde žilo 2 242 obyvatel, z toho 97,7% obyvatel bylo maďarské národnosti.
V obci je pomník místním obětem 2. světové války a obětem stalinismu.

## Historie
První písemná zmínka o tomto sídle, tehdy pod názvem Chomonia, pochází z roku 1387. Do uzavření Trianonské smlouvy byla obec součástí Uherska, poté byla pod názvem Čahory, později pak pod názvem Čomonín, součástí Československa. V roce 1930 zde stálo 244 domů a žilo 1 583 obyvatel, z toho 1 562 obyvatel bylo maďarské národnosti. Od roku 1945 byla obec součástí Ukrajinské sovětské socialistické republiky, která byla součástí SSSR. Od roku 1991 je součástí nezávislé Ukrajiny.